# Gimnastică la Jocurile Olimpice de vară din 2000
Trei discipline de gimnastică s-au desfășurat la Jocurile Olimpice de vară din 2000: gimnastică artistică, gimnastică ritmică și trambulină. Probele de gimnastică artistică și trambulină au avut loc la Sydney SuperDome, iar cele de gimnastică ritmică la Sydney Olympic Park între 16 septembrie și 1 octombrie 2000.

## Medaliați

### Gimnastică artistică

#### Masculin
| Probă                     | Aur                                                                                       | Argint | Bronz |
| Echipe compus detalii     | China (CHN) · Huang Xu · Li Xiaopeng · Xiao Junfeng · Xing Aowei · Yang Wei · Zheng Lihui | Ucraina (UKR) · Oleksandr Bereș · Valeri Honcearov · Ruslan Mezențev · Valeri Pereșkura · Oleksandr Svitlicini · Roman Zozulea | Rusia (RUS) · Maksim Aleșin · Aleksei Bondarenko · Dmitri Drevin · Nikolai Kriukov · Aleksei Nemov · Evgeni Podgornîi |
| Individual compus detalii | Aleksei Nemov (RUS)                                                                       | Yang Wei (CHN) | Oleksandr Bereș (UKR)                                                                                                 |
| Sol detalii               | Igors Vihrovs (LAT)                                                                       | Aleksei Nemov (RUS) | Iordan Iovcev (BUL)                                                                                                   |
| Cal cu mânere detalii     | Marius Urzică (ROU)                                                                       | Eric Poujade (FRA) | Alexei Nemov (RUS) |
| Inele detalii             | Szilveszter Csollány (HUN)                                                                | Dimosthenis Tampakos (GRE) | Iordan Iovcev (BUL)                                                                                                   |
| Sărituri detalii          | Gervasio Deferr (ESP)                                                                     | Aleksei Bondarenko (RUS) | Leszek Blanik (POL)                                                                                                   |
| Paralele detalii          | Li Xiaopeng (CHN)                                                                         | Lee Joo-Hyung (KOR) | Alexei Nemov (RUS) |
| Bară detalii              | Alexei Nemov (RUS)                                                                        | Benjamin Varonian (FRA) | Lee Joo-Hyung (KOR)                                                                                                   |

#### Feminin
| Probă                     | Aur | Argint | Bronz |
| Echipe compus detalii     | România (ROU) · Simona Amânar · Loredana Boboc · Andreea Isărescu · Maria Olaru · Claudia Presăcan · Andreea Răducan | Rusia (RUS) · Anna Cepeleva · Svetlana Horkina · Anastasia Kolesnikova · Ekaterina Lobazniuk · Elena Produnova · Elena Zamolodcikova | Statele Unite ale Americii (USA) · Amy Chow · Jamie Dantzscher · Dominique Dawes · Kristen Maloney · Elise Ray · Tasha Schwikert |
| Individual compus detalii | Simona Amânar (ROU)                                                                                                  | Maria Olaru (ROU) | Liu Xuan (CHN) |
| Sărituri detalii          | Elena Zamolodcikova (RUS)                                                                                            | Andreea Răducan (ROU) | Ekaterina Lobazniuk (RUS) |
| Paralele inegale detalii  | Svetlana Horkina (RUS)                                                                                               | Ling Jie (CHN) | Yang Yun (CHN) |
| Bârnă detalii             | Liu Xuan (CHN) | Ekaterina Lobazniuk (RUS) | Elena Produnova (RUS) |
| Sol detalii               | Elena Zamolodcikova (RUS)                                                                                            | Svetlana Horkina (RUS) | Simona Amânar (ROU) |

### Gimnastică ritmică
| Probă                             | Aur | Argint | Bronz |
| Echipe compus feminin detalii     | Rusia (RUS) · Irina Belova · Elena Șalamova · Natalia Lavrova · Maria Netesova · Vera Șimanskaia · Irina Zilber | Belarus (BLR) · Tatiana Ananko · Tatiana Belan · Anna Glazkova · Irina Ilienkova · Maria Lazuk · Olga Pujevici | Grecia (GRE) · Eirini Aindili · Evangelia Christodoulou · Maria Georgatou · Zacharoula Karyami · Charikleia Pantazi · Anna Pollatou |
| Individual compus feminin detalii | Iulia Barsukova (RUS)                                                                                           | Iulia Raskina (BLR)                                                                                            | Alina Kabaeva (RUS) |

### Trambulină
| Probă                                  | Aur                        | Argint                | Bronz                 |
| Trambulină individual masculin detalii | Aleksandr Moskalenko (RUS) | Ji Wallace (AUS)      | Mathieu Turgeon (CAN) |
| Trambulină individual feminin detalii  | Irina Karavaeva (RUS)      | Oksana Țîhulova (UKR) | Karen Cockburn (CAN)  |

## Clasament pe medalii
| Loc   | Țară                       | Aur | Argint | Bronz | Total |
| ----- | -------------------------- | --- | ------ | ----- | ----- |
| 1     | Rusia                      | 9   | 5      | 6     | 20    |
| 2     | China                      | 3   | 2      | 2     | 7     |
| 3     | România                    | 3   | 2      | 1     | 6     |
| 4     | Spania                     | 1   | 0      | 0     | 0     |
| 4     | Ungaria                    | 1   | 0      | 0     | 0     |
| 4     | Letonia                    | 1   | 0      | 0     | 0     |
| 7     | Ucraina                    | 0   | 2      | 1     | 3     |
| 8     | Belarus                    | 0   | 2      | 0     | 2     |
| 8     | Franța                     | 0   | 2      | 0     | 2     |
| 10    | Grecia                     | 0   | 1      | 1     | 2     |
| 10    | Coreea de Sud              | 0   | 1      | 1     | 2     |
| 12    | Australia                  | 0   | 1      | 0     | 1     |
| 13    | Bulgaria                   | 0   | 0      | 2     | 2     |
| 13    | Canada                     | 0   | 0      | 2     | 2     |
| 15    | Polonia                    | 0   | 0      | 1     | 1     |
| 15    | Statele Unite ale Americii | 0   | 0      | 1     | 1     |
| Total | Total                      | 18  | 18     | 18    | 54    |